# Горка (Андреапольський район)
Горка (рос. Горка) — присілок в Андреапольському районі Тверської області Російської Федерації.
Населення становить 77 осіб. Входить до складу муніципального утворення Андреапольський округ.

## Історія
Від 2006 до 2019 року входило до складу муніципального утворення Луговське сільське поселення.

## Населення
| 1859 | 1889 | 1997 | 2002 | 2008 | 2010 |
| ---- | ---- | ---- | ---- | ---- | ---- |
| 94   | ↗127 | ↗140 | ↘102 | ↘89  | ↘77  |